# Hersilia sumatrana
Espèce
Synonymes
- Chalinura sumatrana Thorell, 1890
- Hersilia pectinata Thorell, 1895
- Hersilia stevensi Sinha, 1951
- Chalinura yunnanensis Wang, Song & Qiu, 1993

Hersilia sumatrana est une espèce d'araignées aranéomorphes de la famille des Hersiliidae.

## Distribution
Cette espèce se rencontre en Indonésie à Sumatra et au Kalimantan, en Malaisie, au Brunei, aux Philippines, au Viêt Nam, en Chine, en Birmanie et en Inde.

## Description
La femelle décrite par Baehr et Baehr en 1993 mesure 10,6 mm.
Cette araignée a des filières très allongées et bénéficie d'un remarquable camouflage cryptique.

## Systématique et taxinomie
Cette espèce a été décrite sous le protonyme Chalinura sumatrana par Thorell en 1890. Elle est placée dans le genre Hersilia par Thorell en 1890.
Hersilia stevensi a été placée en synonymie par Baehr et Baehr en 1993.
Hersilia yunnanensis a été placée en synonymie par Lin et Li en 2022.
Hersilia pectinata a été placée en synonymie par Hoang en 2024.

## Étymologie
Son nom d'espèce lui a été donné en référence au lieu de sa découverte, Sumatra.

## Publication originale
- Thorell, 1890 : « Studi sui ragni Malesi e Papuani. IV, 1. » Annali del Museo Civico di Storia Naturale di Genova, vol. 28, p. 1-419 (texte intégral).